# Betty Louise Bell
Betty Louise Bell (1949) és una escriptora cherokee criada a Oklahoma. És graduada a la Universitat d'Ohio i lligada al Departament d'anglès de la universitat d'Ann Arbor (Michigan), on ha dirigit des del 1993 el programa d'estudis nadius. Ha escrit les novel·les Faces in the moon (1994) i White houses (2003), i els estudis Reading Red: Feminism and Native America i Red Girl's Reasoning: Early Native American Women Writers and the Post-Reservation Home, 1887-1927.